# Floreshavet

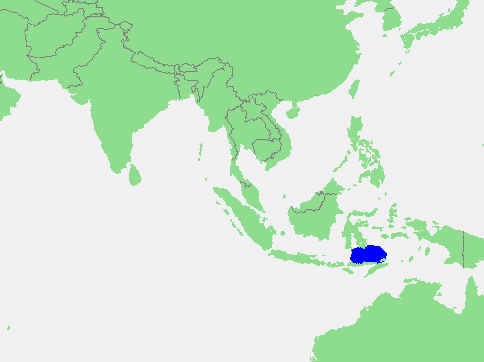
Floreshavet i sydöstra Asien.

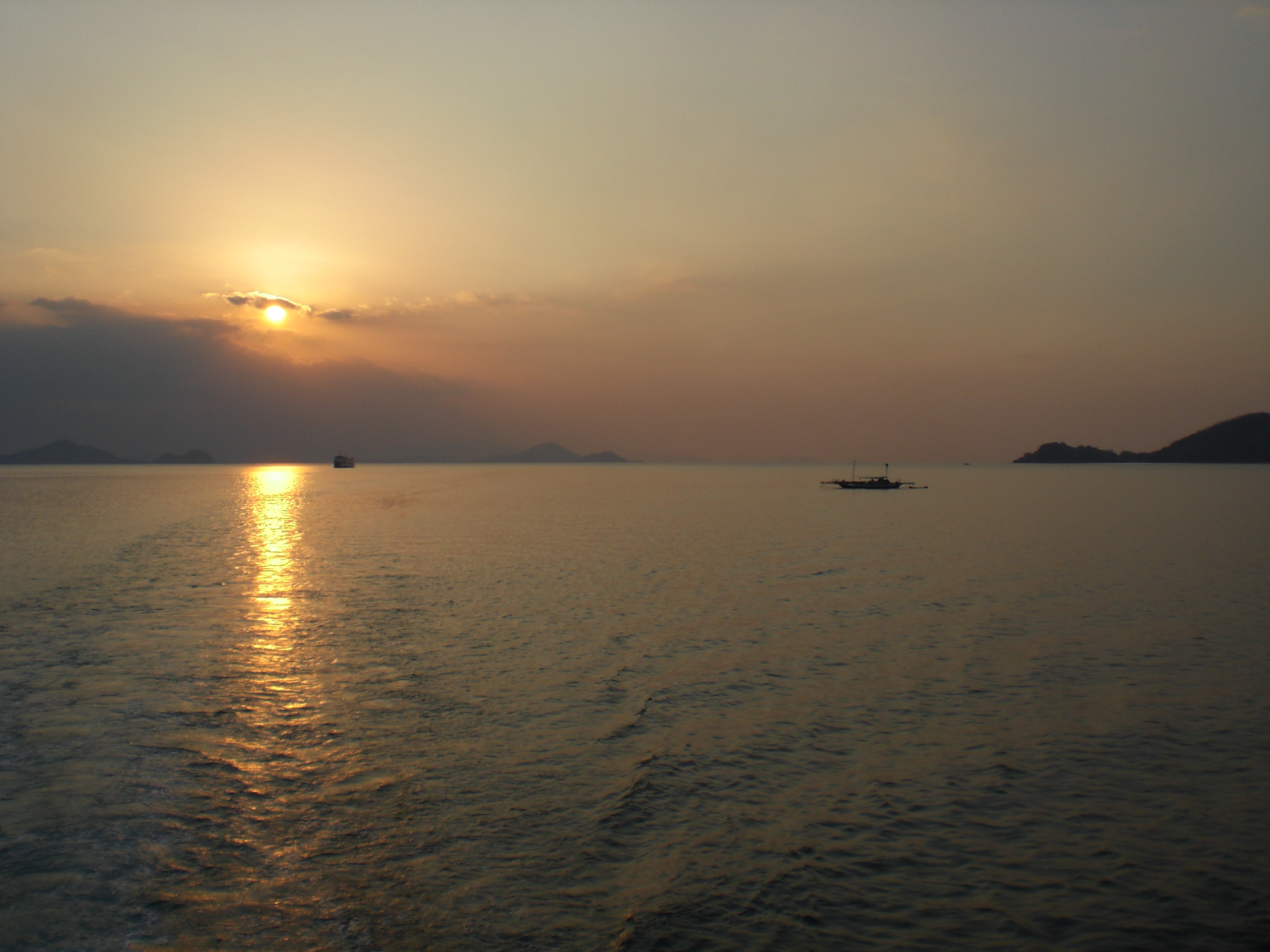
Floreshavet

Floreshavet eller Floressjön är ett bihav till Stilla havet och täcker en havsyta av 240 000 km² utanför Indonesien.

## Geografi
Hav som gränsar till Floreshavet är Balihavet i väster, Javasjön i nordväst och  Bandasjön i öst och nordväst. Indiska oceanen och Savusjön ligger i söder men är separerad från Floreshavet av öar. 
Öar som gränsar till detta hav är Små Sundaöarna och Celebes (Sulawesi).